# Kings of Metal
Kings of Metal (с англ. — «Короли метала») — шестой студийный альбом американской хеви-метал-группы Manowar, вышедший в 1988 году.

## Об альбоме
Kings of Metal — последний альбом Manowar, в котором принимал участие основатель группы, гитарист Росс Босс, и первый после перехода на крупный лейбл Atlantic Records, принадлежащий концерну Warner Music Group. Kings of Metal стал одним из ключевых альбомов в истории группы, во многом заново открыв её публике. Он остается одним из самых популярных и продаваемых альбомов Manowar. Журнал Metal Hammer включил Kings of Metal в 200 лучших рок-альбомов всех времён.
Обложка альбома нарисована постоянным художником группы, Кеном Келли.
Песня «Herz aus Stahl», изданная синглом с этого альбома — перевод песни «Heart of Steel» на немецкий язык, выполненный Маркусом Оттом (англ. Markus Ott). На концертах в Германии группа исполняла немецкую версию вместо английской. После смерти Маркуса, на официальном сайте группы появилось сообщение, что теперь группа будет исполнять Herz aus Stahl на каждом своем выступлении: «In honor of this great warrior, we will be playing 'Herz aus Stahl' every night on our forthcoming shows.».

## Сертификация
- BVMI (Германия) — золотой. Статус присвоен в 1994 году.[6]

## Список композиций
| №                   | Название                                       | Автор(ы)                   | Длительность |
| ------------------- | ---------------------------------------------- | -------------------------- | ------------ |
| 1.                  | «Wheels of Fire»                               | Джоуи Де Майо              | 4:11         |
| 2.                  | «Kings of Metal»                               | Д. Де Майо, Росс Фуничелло | 3:43         |
| 3.                  | «Heart of Steel»                               | Д. Де Майо                 | 5:10         |
| 4.                  | «Sting of the Bumblebee»                       | Николай Римский-Корсаков   | 2:45         |
| 5.                  | «The Crown and the Ring (Lament of the Kings)» | Д. Де Майо                 | 4:46         |
| 6.                  | «Kingdom Come»                                 | Д. Де Майо                 | 3:55         |
| 7.                  | «Pleasure Slave»                               | Д. Де Майо                 | 5:37         |
| 8.                  | «Hail and Kill»                                | Д. Де Майо, Росс Фуничелло | 5:54         |
| 9.                  | «The Warrior’s Prayer»                         | Д. ДиМайо                  | 4:20         |
| 10.                 | «Blood of the Kings»                           | Д. Де Майо                 | 7:30         |
| Общая длительность: | Общая длительность:                            | Общая длительность:        | 50:08        |

Композиция «Pleasure Slave» включена в американскую и европейскую версию альбомов. Азиатская версия не содержит её.

## Участники записи
- Эрик Адамс (Eric Adams) — вокал,
- Джоуи Де Майо (Joey DeMaio) — четырёх- и восьмиструнная бас-гитара
- Росс Фридмен (Ross «The Boss» Friedman) — гитара, клавишные
- Скотт Коламбус (Columbus) — ударные.